# Макбет (опера)
«Макбе́т» (итал. Macbeth) — опера в четырёх актах Джузеппе Верди на либретто Франческо Мария Пьяве при участии Андреа Маффеи, основана на трагедии Шекспира «Макбет».
Опера достаточно близка к тексту пьесы, но наблюдаются любопытные расхождения. Так, шекспировские три ведьмы заменены на хор ведьм с тремя партиями различной высоты. В сцене пира присутствует Макдуф, в отличие от оригинала. Кроме того, последнее действие открывается сбором мятежников на англо-шотландской границе и завершается хором, прославляющим победу над тираном, который находится после шекспировского финала.
Первая из трёх шекспировских опер Верди. Две последующие — «Отелло» и «Фальстаф» — завершение его длительной композиторской карьеры.

## История создания
Музыка написана в 1846—1847 годах. Текст Пьяве основан на прозаическом переводе Карло Рускони, напечатанным в Турине в 1838 году. Первое представление оперы прошло в Театро делла Пергола во Флоренции 14 марта 1847 года.
Почти через двадцать лет парижская Grand Opéra предложила композитору дополнить оперу новой музыкой, но в результате Верди пересмотрел почти всю партитуру. Премьера новой версии состоялась 21 апреля 1865 года. Второй вариант более популярен с самого времени его постановки.

## Действующие лица

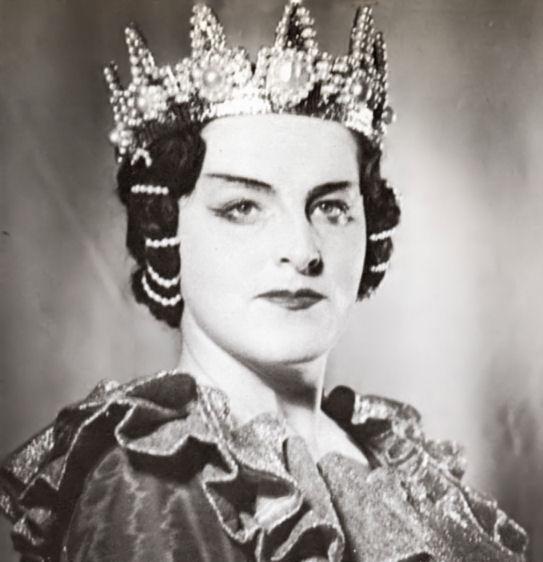
Биргит Нильсон в роли Леди Макбет, 1947

| Роль                                       | Голос           |
| ------------------------------------------ | --------------- |
| Макбет, предводитель войска Дункана        | баритон         |
| Леди Макбет, его супруга                   | сопрано         |
| Банко, полководец Дункана, его друг        | бас             |
| Макдуф, шотландский дворянин               | тенор           |
| Фрейлина                                   | меццо-сопрано   |
| Малькольм, сын Дункана                     | тенор           |
| Доктор                                     | бас             |
| Слуга Макбета                              | бас             |
| Герольд                                    | бас             |
| Убийца                                     | бас             |
| Три видения                                | 2 сопрано и бас |
| Дункан, король Шотландии                   | без слов        |
| Флинс, сын Банко                           | без слов        |
| Ведьмы, посыльные, дворяне, слуги, беженцы |                 |

## Содержание
I акт
Шотландия, XI век. Рядом с полем боя собираются на шабаш ведьмы. Входят победоносные полководцы Макбет и Банко. Ведьмы славят Макбета как тана Гламисского, тана Кавдорского и короля позднее. Банко объявлен предком великой королевской династии. Ведьмы исчезают при появлении гонцов от короля Дункана, объявляющих Макбета Кавдорским таном.
В замке Макбетов леди Макбет читает письмо мужа с рассказом о его встрече с ведьмами. Она решает, что Макбет создан для трона ('Vieni! t’affretta!'). В письме также сообщается, что Дункан останется в замке на ночь. Когда появляется Макбет, жена убеждает его воспользоваться случаем и убить монарха. Торжественно прибывают король Дункан и знатные таны и лорды. Макбету хватило смелости убить монарха, но по совершении злодейства он преисполняется ужаса перед содеянным. Леди Макбет, обвиняя его в трусости, довершает преступление. Она мажет спящих стражников кровью и кладёт рядом с ними кинжал, чтобы их уличили в убийстве. Макдуф обнаруживает труп. Хор просит Бога отомстить за преступление ('Schiudi, inferno, . .').
II акт
Макбет стал королём, но его печалит тот факт, что не он, а Банко станет родоначальником великой династии. Он говорит жене, что, чтобы избежать этого, он велел убить Банко и его сына, пока те едут на приём к Макбету. Леди Макбет одобряет действия мужа ('La luce langue').
За стенами крепости в засаде затаилась банда убийц. Появившийся Банко говорит сыну о своих дурных предчувствиях ('Come dal ciel precipita'). Выбежавшие из засады бандиты убивают Банко, но упускают его сына Флинса, успевающего убежать.
В зале своего замка Макбет приветствует гостей. Леди Макбет поёт застольную ('Si colmi il calice'). Макбету сообщают об убийстве. Однако, когда он возвращается к столу, то видит, что призрак Банко сидит на своём месте. Макбет криками гонит привидение, и гости думают, что король сошёл с ума. Столь хорошо начавшийся обед завершается поспешным уходом гостей.
III акт
В тёмной пещере вокруг котла собираются ведьмы. Вошедший Макбет хочет узнать свою судьбу, и ведьмы для этого вызывают трёх видений. Первое сообщает королю, чтобы он опасался Макдуфа, тана Файфского. Второе утверждает, что Макбету не нанесёт вреда никто, рождённый женщиной. Третье заявляет, что Макбет непобедим, пока на него не двинется Бирнамский лес. После этого Макбет видит призрак Банко и восемь его потомков, будущих славных шотландских королей.
Упавший в обморок Макбет очнулся в своём замке. Леди Макбет убеждает мужа истребить как Макдуфа, так и семьи Макдуфа и Банко, и он соглашается ('Ora di morte e di vendetta').
IV акт
Многочисленные беженцы находятся на англо-шотландской границе у Бирнамского леса (хор 'Patria oppressa'). Макдуф клянётся отомстить тирану за смерть своей  жены и детей ('Ah la paterna mano'). Он присоединяется к сыну покойного Дункана, Малькольму, который предводительствует английской армией. Малькольм приказывает каждому из солдат срезать в Бирнамском лесу по ветке и нести перед собой во время атаки. Все хотят освободить Шотландию от тирании ('La patria tradita').
В замке Макбетов врач и горничная становятся свидетелями того, как во время припадка лунатизма Леди Макбет безуспешно пытается смыть со своих рук кровь жертв ('Una macchia').
Макбету сообщают, что против него ведут армию, но он вспоминает о предсказаниях и спокоен, безразлично встречая весть о смерти жены ('Pietà, rispetto amore'). Собирая войско, он узнаёт, что на его замок двинулся Бирнамский лес. Закипает бой. Макбет сражается с Макдуфом, который говорит, что он не рождён матерью, но вырезан из её чрева до срока. В результате этого Макдуф имеет возможность убить Макбета, что он и делает. Вошедшее войско вместе с народом славит нового короля Шотландии — Малькольма ('Vittoria!.. Macbeth, Macbeth o've?').

## Известные арии
- «Vieni t’affretta» — Леди Макбет в I акте, 2 сцене
- «Or tutti, sorgete» — Леди Макбет в I акте, 2 сцене
- «La luce langue» — Леди Макбет во II акте, 1 сцене
- «O voluttà del soglio» — Леди Макбет во II акте, 1 сцене
- «Come dal ciel precipita» — Банко во II акте, 2 сцене
- «Si colmi il calice di vino» — Леди Макбет во II акте, 3 сцене
- «Fuggi regal fantasima» — Макбет в III акте
- «O lieto augurio» — Макбет в III акте
- «Ah, la paterna mano» — Макдуф в IV акте, 1 сцене
- «Una macchia è qui tuttora!» — Леди Макбет в IV акте, 2 сцене
- «Pietà, rispetto, amore» — Макбет в IV акте, 3 сцене

## Расхождения между редакциями
В ранней редакции опера заканчивалась смертью Макбета ('Mal per me che m'affidai'), заключительный хор был добавлен при позднейшей переработке. Предшествующий сцене гибели Макбета эпизод битвы, во второй редакции представляющий собой оркестровую фугу, первоначально был создан в свободной форме и имел чуть более длительный хронометраж. Оркестровки первой и второй версии значительно различаются. Третий акт был практически полностью переработан и заканчивается дуэтом, а не арией ('Vada in fiamme'), как это было раньше. Вступительный хор IV акта был переписан.

## Экранизации
- 1987 — Макбет[англ.] (фильм-опера) Франция, ФРГ, режиссёр Клод д’Анна)[фр.]. В ролях: Макбет — Лео Нуччи, леди Макбет — Ширли Веретт
- 1993 — Макбет (фильм-опера), (ТВ) Финляндия Олафсборг, Международный оперный фестиваль в Савонлинна, режиссёр Аарно Кронвэлл[фин.]. В ролях: Макбет — Йорма Хиннинен[фин.], леди Макбет — Синтия Маркис[фин.]
- 1997 — Макбет: Мелодрама в четырех действиях Джузеппе Верди (Macbeth: Melodramma in quattro atti di Giuseppe Verdi) (фильм-опера) (ТВ), Италия, Ла Скала, Милан, режиссёр  Карло Баттистони. В ролях: Макбет — Ренато Брузон, леди МакбетМария Гулегина
- 2002 — Макбет (фильм-опера), (ТВ), Швейцария, Цюрихский оперный театр, режиссёр Томас Гримм. В ролях: Макбет — Томас Хэмпсон, леди Макбет — Паолетта Марроку
- 2006 — Макбет (фильм-опера), (ТВ), Италия, Королевский театр Пармы, режиссёр Андреа Бевилакуа[итал.]. В ролях:Макбет —   Лео Нуччи, леди Макбет — Сильви Валайяр[англ.]
- 2008 — Макбет (фильм-опера), США, The Metropolitan Opera HD Live,  режиссёр Гэри Халверсон, дирижёр Джеймс Ливайн. В роляХ: Макбет — Желько Лучич, леди Макбет — Мария Гулегина
- 2009 — Макбет (фильм-опера), (ТВ), Франция, Парижская национальная опера  режиссёр Энди Соммер[фр.]. В ролях: Макбет — Димитрис Тилиакос, леди Макбет — Виолетта Урмана
- 2011 — Макбет (фильм-опера), Великобритания, Королевский театр Ковент-Гарден режиссёр Сью Джудд. В ролях: Макбет — Саймон Кинлисайд, леди Макбет — Людмила Монастырская
- 2014 — Макбет (фильм-опера), США, The Metropolitan Opera HD Live,  режиссёр Гэри Халверсон, дирижёр Фабио Луизи. Макбет — Желько Лучич, леди Макбет — Анна Нетребко
- 2015 — Макбет (фильм-опера), Италия, режиссёр Марко Скальфи. В ролях: Макбет — Джузеппе Альтомаре, леди Макбет — Димитра Теодоссиу[англ.]